# Gøtueiði

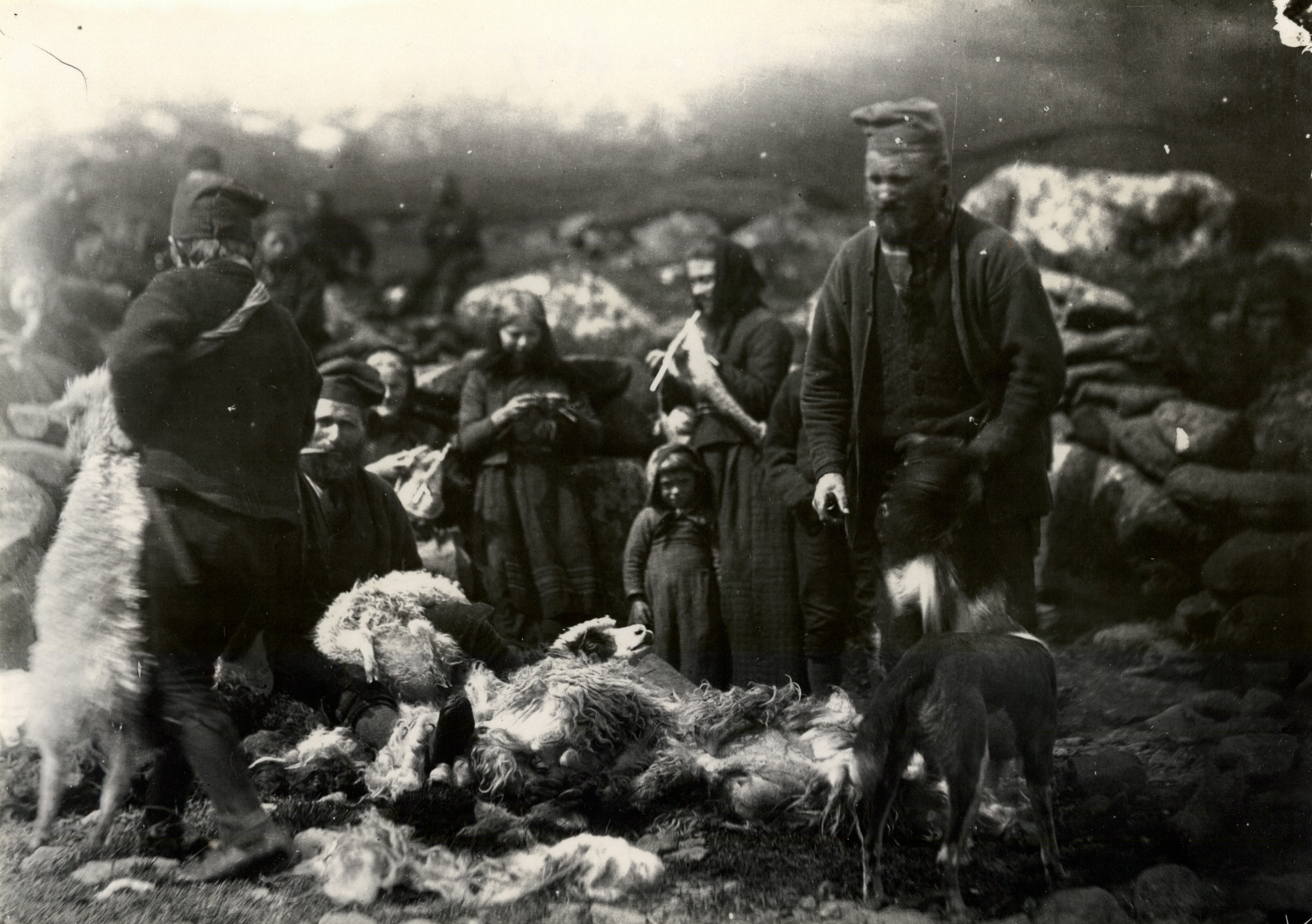

Gøtueidi est un village des îles Féroé qui se trouve sur l'île d'Eysturoy, qui a été fondé en 1850.